# 小久保崇明
小久保 崇明（こくぼ たかあき、1930年4月 - ）は、日本の国文学者・国語学者。学位は、博士（文学）（日本大学・論文博士・1995年）（学位論文『「大鏡」の語彙・語法の研究』）。日本大学名誉教授。

## 人物
埼玉県生まれ。1950年東京第一師範学校予科修了。1953年東京学芸大学中等教育学科国語専攻卒業。1958年日本大学大学院文学研究科国文学専攻修了。都留文科大学文学部講師、助教授、教授、日大文理学部教授、法学部教授、2000年定年、名誉教授。2015年春の叙勲で瑞宝中綬章受章。
1995年、学位論文『「大鏡」の語彙・語法の研究』で、日本大学より博士（文学）の学位を取得。

## 著書
- 『大鏡の語法の研究』（さるびあ出版） 1967、のち桜楓社
- 『続・大鏡の語法の研究』（桜楓社） 1977
- 『大鏡の語法』（明治書院）　1985
- 『水鏡とその周辺の語彙・語法』（笠間書院、笠間叢書） 2007
- 『水鏡 影印・翻刻・研究』（笠間書院） 2009
- 『宇津保物語の語彙・語法など』（笠間書院、笠間叢書） 2011
- 『大鏡の注釈 ところどころ』（新典社研究叢書） 2013

### 共編著・校訂・監修
- 『篁物語 校本及び総索引』（編、笠間書院、笠間索引叢刊） 1970
- 『多武峯少将物語 本文及び総索引」（編、笠間書院、笠間索引叢刊） 1972
- 『大鏡』（校注、新典社、影印校注古典叢書） 1976 ‐ 2012
- 『全釈更級日記』（鈴木知太郎共著、笠間書院） 1978
- 『千葉本大鏡 翻刻及び振り仮名・声点索引』（編、笠間書院、笠間索引叢刊） 1979
- 『土左日記 本文及び語彙索引』（山田瑩徹共編、笠間書院、笠間索引叢刊） 1981
- 『中務内侍日記 本文篇』（藤原経子、新典社叢書） 1982
- 『昭文国語辞典』（監修、昭文社） 1985
- 『対校「しのびね物語」』（山田裕次共編、和泉書院） 1985
- 『彰考館本『中務内侍日記』総索引』（若林俊英共編、新典社索引叢書） 1988
- 『完訳用例古語辞典』（金田一春彦監修、編者代表、学習研究社） 1999
- 『国語国文学論考』（編、笠間書院） 2000
- 『学研全訳古語辞典』（金田一春彦監修、編、学習研究社） 2003
- 『日本語日本文学論集』（編、笠間書院） 2007